# Krypton-85
Krypton-85 (85Kr) je radioizotop kryptonu.
Jeho poločas přeměny je 10,74 roku a maximální energie přeměny 687 keV. Přeměňuje se beta minus přeměnou na 85Rb, v 0,43 % případů se k tomu připojí emise gama fotonu. Ostatní způsoby přeměny mají velmi malou pravděpodobnost.
Krypton-85 vzniká v atmosféře v malých množstvích ze stabilního kryptonu-84 působením kosmického záření. Odhadovaná aktivita veškerého přírodního 85Kr v atmosféře Země je 0,09 PBq, v součtu s umělýmí zdroji je to asi 5500 PBq. Většina 85Kr z umělých zdrojů pochází z přepracovávání jaderného paliva. Při štěpení uranu vzniká jeden atom kryptonu-85 na 1000 štěpení. Většina se jej nachází v použitých palivových tyčích, vyhořelé palivo z jaderné elektrárny obsahuje na jednu tunu 0,12 až 1,8 PBq 85Kr. Část tohoto vyhořelého paliva je přepracována. Současné přepracovací metody uvolňují do atmosféry plynný 85Kr během rozpouštění paliva. Tento krypton by teoreticky mělo být možné zachytit a skladovat jako radioaktivní odpad nebo dále využít. V roce 2000 se z přepracovávaného paliva dostalo do atmosféry asi 10 600 Bq kryptonu-85, z čehož se malá část rozpustila v oceánech.
Ostatní človekem vytvořené zdroje mají na celkové aktivitě malý podíl. Při vzdušných testech jaderných zbraní se uvolnilo odhadem 111-185 PBq. V roce 1979 při havárii elektrárny Three Mile Island uniklo kolem 1,6 PBq (43 kCi). Při černobylské havárii to bylo okolo 35 PBq, a při havárii elektrárny Fukušima I 44-84 PBq.
Průměrná koncentrace 85Kr v atmosféře byla roku 1976 asi 0,6 Bq/m3 a roku 2005 asi 1,3 Bq/m3. Tyto hodnoty jsou celosvětovým průměrem, v okolí přepracovatelských továren jsou vyšší a celkově jsou na severní polokouli vyšší než na jižní.
Přítomnost kryptonu-85 v atmosféře zvyšuje elektrickou vodivost vzduchu. Očekává se, že meteorologické vlivy budou výraznější blíže ke zdrojům izotopu.